# جرجینا کمبل
جُرجینا اَلیس کمبل (انگلیسی: Georgina Alice Campbell؛ زادهٔ ۱۲ ژوئن ۱۹۹۲) بازیگر و مدل انگلیسی است. او برنده جایزه بفتای بهترین بازیگر نقش اول زن برای فیلم کشته‌شده توسط دوست‌پسرم (۲۰۱۴) شد. از دیگر آثار تلویزیونی او می‌توان به گل‌ها (۲۰۱۶)، برادچرچ (۲۰۱۷)، قسمت «هنگ د دی‌جی» (۲۰۱۷) از آینه سیاه و کریپتون (۲۰۱۸) اشاره کرد. او همچنین در فیلم بربر (۲۰۲۲) بازی کرده‌است..

## اوایل زندگی و تحصیل
کمبل در میدستون، کنت از پدری جامائیکایی، افسر پلیس و مادری بریتانیایی و معلم، به دنیا آمد. او دومین دختر از سه دختر خانواده است. پس از طلاق والدینش، او در درجه اول توسط مادر و ناپدری‌اش در دارتفورد بزرگ شد.
کمبل در سال ۲۰۱۴ با مدرک لیسانس هنر در مطالعات فیلم از رویال هالووی، دانشگاه لندن فارغ‌التحصیل شد.

## حرفه
کمبل در ۱۶ سالگی برای نخستین نقش خود در نقش لوسی در سریال اینترنتیِ فریک در سال ۲۰۰۹ مورد شناسایی قرار گرفت. او در سریال‌هایی مانند، شهر هالبی ، پزشک‌ها و مرگ در بهشت نقش‌های کوچکی داشته‌است. کمبل ۲۲ ساله بود که برای بازی در نقش اشلی جونز در فیلم تلویزیونی از بی‌بی‌سی سه کشته‌شده توسط دوست‌پسرم برنده جایزه بفتای بهترین بازیگر نقش اول زن شد.
از سال ۲۰۱۴، کمبل در درام کمدی افتر آورز از اسکای۱ در نقش یاسمین بازی کرده‌است. اولین سری توسط کریگ کش کارگردانی شد و در نوامبر ۲۰۱۵ پخش شد. در سال ۲۰۱۷، او در سریال درام برادچرچ از آی‌تی‌وی در نقش کیتی هارفورد و در آینه سیاه، سری ۴ قسمت ۴، «هنگ د دی‌جی» در نقش امی ظاهر شد. در سال ۲۰۱۸، او شروع به بازی در سریال درام کریپتون از سای فای کرد.

## فیلم‌شناسی

### فیلم
| سال  | عنوان                       | نقش             | یادداشت‌ها  | عنوان انگلیسی                               |
| ---- | --------------------------- | --------------- | ---------- | ------------------------------------------- |
| ۲۰۱۷ | وزارت آنتولوژیِ داستان وحشت  | مدوزا           | فیلم کوتاه | The Ministry of Stories Anthology of Horror |
| ۲۰۱۷ | شاه آرتور: افسانه شمشیر     | کِی              |            |                                             |
| ۲۰۱۷ | کنسروشده                    | جورجی           | فیلم کوتاه | Canned                                      |
| ۲۰۲۱ | گربه وحشی                   | خدیجه «کت» یانگ |            | Wildcat                                     |
| ۲۰۲۱ | سواحل خالی                  | اِمیلی           | فیلم کوتاه | Blank Shores                                |
| ۲۰۲۱ | همه دوستان من از من متنفرند | فیگ             |            |                                             |
| ۲۰۲۲ | بربر                        | تِس              |            |                                             |

### تلویزیون
| سال       | عنوان                     | نقش                       | یادداشت‌ها                  |
| --------- | ------------------------- | ------------------------- | -------------------------- |
| ۲۰۱۰      | حادثه                     | اِمی                       | قسمت: «مکان‌های تاریک»      |
| ۲۰۱۰      | برش                       | کلی                       | ۲ قسمت                     |
| ۲۰۱۱–۲۰۱۲ | سدی جی                    | ویتنی لندون               | مکرر؛ ۶ قسمت               |
| ۲۰۱۲      | پزشک‌ها                    | اَبی هلیر                  | قسمت: «اشک تمساح"          |
| ۲۰۱۲      | یک شب                     | راشل                      | مینی‌سریال                  |
| ۲۰۱۲      | شهر هالبی                 | گبی گریندیل               | قسمت: «آخرین روز روی زمین» |
| ۲۰۱۳      | مرگ در بهشت               | ترز                       | قسمت: «مرگ نامقدس»         |
| ۲۰۱۳      | دختران بستنی              | سِرینا گورینج جوان         | مینی‌سریال                  |
| ۲۰۱۴      | زمین تخلیه                | جن                        | قسمت: «در جستجوی فرانک»    |
| ۲۰۱۴      | کشته‌شده توسط دوست‌پسرم     | اشلی جونز                 | فیلم تلویزیونی             |
| ۲۰۱۵      | آرک                       | آریس                      | فیلم تلویزیونی             |
| ۲۰۱۵      | برادری                    | کاترین                    | قسمت: «جفت‌گیری»            |
| ۲۰۱۵      | افتر آورز                 | یاسمن                     | ۶ قسمت                     |
| ۲۰۱۵      | Tripped                   | کیت                       | مینی‌سریال                  |
| ۲۰۱۶      | یکی از ما                 | آنا                       | مینی‌سریال                  |
| ۲۰۱۶      | گل‌ها                      | ابیگیل                    | ۶ قسمت                     |
| ۲۰۱۷      | برادچرچ                   | کارآگاه پلیس کیتی هارفورد | ۸ قسمت                     |
| ۲۰۱۷      | آینه سیاه                 | اِمی                       | قسمت: «هنگ د دی‌جی»         |
| ۲۰۱۷      | رویاهای برقی فیلیپ کی دیک | باربارا                   | قسمت: «سیاره غیرممکن»      |
| ۲۰۱۷      | five by five              | کلوئی                     | ۲ قسمت                     |
| ۲۰۱۸      | کریپتون                   | لیتا زود                  | نقش اصلی                   |
| ۲۰۱۹      | نیروی اهریمنی‌اش           | اَدِل اِستارمینستر           | قسمت: «ایده شمال»          |
| ۲۰۱۹      | کیک                       | پیج                       | ۳ قسمت                     |
| ۲۰۱۹      | اوه جروم، نه              | پیج                       | ۳ قسمت                     |
| ۲۰۲۰      | اسب رنگ‌پریده              | دلفین ایستربروک           | نقش اصلی؛ مینی‌سریال        |
| ۲۰۲۰      | همنوعان                   | میراندا                   | قسمت: «ماجراهای کوچک»      |
| ۲۰۲۲      | سوءظن                     | ناتالی تامپسون            | نقش اصلی                   |

### وب
| سال  | عنوان | نقش  | یادداشت           |
| ---- | ----- | ---- | ----------------- |
| ۲۰۰۹ | فریک  | لوسی | نقش اصلی؛ ۱۶ قسمت |

## جوایز و نامزدی‌ها
| سال  | جایزه                           | دسته‌بندی                                      | کار کنید              | نتیجه    |
| ---- | ------------------------------- | --------------------------------------------- | --------------------- | -------- |
| ۲۰۱۵ | انجمن سلطنتی تلویزیون           | بازیگر - زن                                   | کشته‌شده توسط دوست‌پسرم | نامزدشده |
| ۲۰۱۵ | جوایز تلویزیونی آکادمی بریتانیا | بهترین بازیگر زن                              | کشته‌شده توسط دوست‌پسرم | برنده    |
| ۲۰۱۸ | جایزه بلک ریل                   | بازیگر زن برجسته، فیلم تلویزیونی یا مینی‌سریال | آینه سیاه             | نامزدشده |